# Giorgio Morbiato
Giorgio Morbiato (né le 30 juillet 1948 à Padoue) est un coureur cycliste italien. Spécialiste de la poursuite par équipes, il a été champion du monde de cette discipline en amateurs en 1968 et 1971. Il a également été médaillé de bronze aux Jeux olympiques de 1968. Il a ensuite été professionnel d'octobre 1972 à 1975

## Palmarès sur piste

### Jeux olympiques
- Mexico 1968
  -  Médaillé de bronze de la poursuite par équipes (avec Lorenzo Bosisio, Cipriano Chemello, Luigi Roncaglia)
- Munich 1972
  - 9e de la poursuite par équipes

### Championnats du monde
- 1968
  -  Champion du monde de poursuite par équipes amateurs (avec Luigi Roncaglia, Cipriano Chemello, Lorenzo Bosisio)
- 1969
  -  Médaillé d'argent de la poursuite par équipes amateurs
- 1971
  -  Champion du monde de poursuite par équipes amateurs (avec Giacomo Bazzan, Luciano Borgognoni, Pietro Algeri)

### Six jours
- Six jours de Delhi en 1974 (avec Alberto Della Torre)

### Championnats nationaux
- 1968
  - 2e du championnat d'Italie de poursuite par équipes amateurs
- 1969
  -  Champion d'Italie de poursuite amateurs
  -  Champion d'Italie de poursuite par équipes amateurs
- 1970
  -  Champion d'Italie de poursuite amateurs
  -  Champion d'Italie de poursuite par équipes amateurs

## Palmarès sur route
- 1970
  - 3e de la Coppa Bologna
- 1971
  - 2e étape du Baby Giro

## Résultats sur les grands tours

### Tour d'Italie
- 1973 : abandon